# Burg Greifenstein (Niederösterreich)
Die Burg Greifenstein liegt an der Donau über dem gleichnamigen Ortsteil Greifenstein der Gemeinde Sankt Andrä-Wördern in Niederösterreich, nordwestlich von Wien.

## Lage
Die Höhenburg thront hoch auf einem Felsen des Wienerwaldes über dem südlichen Steilufer der Donau. Zusammen mit der etwa gegenüber liegenden Burg Kreuzenstein diente sie der Überwachung des Donauknies bzw. der Korneuburger Pforte westlich der Wiener Pforte.
Heute überblickt man von hier das neue Kraftwerk Greifenstein und nach Süden die Gipfel des Wienerwaldes. Einen noch besseren Rundblick bietet die 2 km entfernte Aussichtswarte am Tempelberg (403 m).

## Geschichte
Errichtet wurde die Burg wahrscheinlich im 11. Jahrhundert vom Grundherrn, dem Bistum von Passau. Möglicherweise stand aber auf diesem markanten Geländepunkt bereits zur Römerzeit ein Beobachtungsturm.
Die Burg war ein wichtiges Glied im Verteidigungssystem an der Donau. Ihre Kreidfeuerstation ermöglichte den Nachrichtenaustausch sowohl mit Kreuzenstein als auch mit dem Leopoldsberg.
Erstmals urkundlich erwähnt wird sie 1135. Der damals genannte Dietrich von Greifenstein war wohl ein Dienstmann der Passauer Bischöfe. 1247 ließ Bischof Rüdiger von Bergheim die Anlage stark ausbauen. 1365 wurde die Burg aus unbekannten Gründen von den Bürgern Klosterneuburgs belagert. Sicher ist, dass Greifenstein von 1485 bis 1490 zum ungarischen Machtbereich gehörte. Als es 1529 den Türken gelang, die praktisch unverteidigte Burg einzunehmen, wurde das wertvolle Archiv vernichtet. Sie wurde danach erneuert, hatte aber keine militärische Bedeutung mehr.
Ab etwa 1600 diente die Burg vor allem als Gefängnis des kirchlichen Gerichts, wo Geistliche und Laien ihre Kerkerstrafen im Turmverlies abbüßen mussten. Bewohnt war sie bis etwa 1770, danach wurde sie aufgegeben und verfiel. Bis 1803 gehörte sie den Bischöfen von Passau, in diesem Jahr wurde sie im Zuge des Josephinismus der Säkularisation in Österreich durch Kaiser Joseph II. vom Staat zur öffentlichen Versteigerung ausgeschrieben.
Johann I. von Liechtenstein erwarb 1807 das alte Schloss und ließ die Burganlage bis 1818 unter Einbeziehung älterer Bauteile innen und außen im Stil der Romantik wiederherstellen. Fürst Alois II von Lichtenstein ließ Kunstwerke und Waffen aus anderen Liechtenstein-Schlössern wie Seebenstein nach Greifenstein bringen. Ende des 19. Jahrhunderts verfiel die Burg erneut und wurde 1918 von den Liechtenstein an den Industriellen Hugo Kostenitz verkauft.
1931 kaufte der Bankier und Besitzer der Schlösser von Schloss Tulbing, Plankenberg und Feistritz am Wechsel, Rittmeister Maximilian Mautner, Greifenstein. Im Jahr 1933 schenkt er die Burg seiner zweiten Frau.
1960 ging Greifenstein durch Verkauf an den Gastronomen und Hotelier Johannes Hübner. Dieser restaurierte die Burg; er ließ ein Restaurant sowie etliche Schauräume mit historischen, militärischen und kunstgewerblichen Exponaten einrichten. 
Am 16. September 2006 zerstörte ein durch einen Kabelbrand verursachter Großbrand das Restaurant und die Decke des Rittersaals. Seitdem ist der Zugang in die Burg gesperrt.
Im Mai 2010 wurde die renovierungsbedürftige Burg um 3,5 Millionen Euro zum Verkauf angeboten. Im Juni 2017 wurde die Burg für 2,5 Millionen Euro an den Logistikunternehmer Ernst Strobl verkauft.

## Anlage

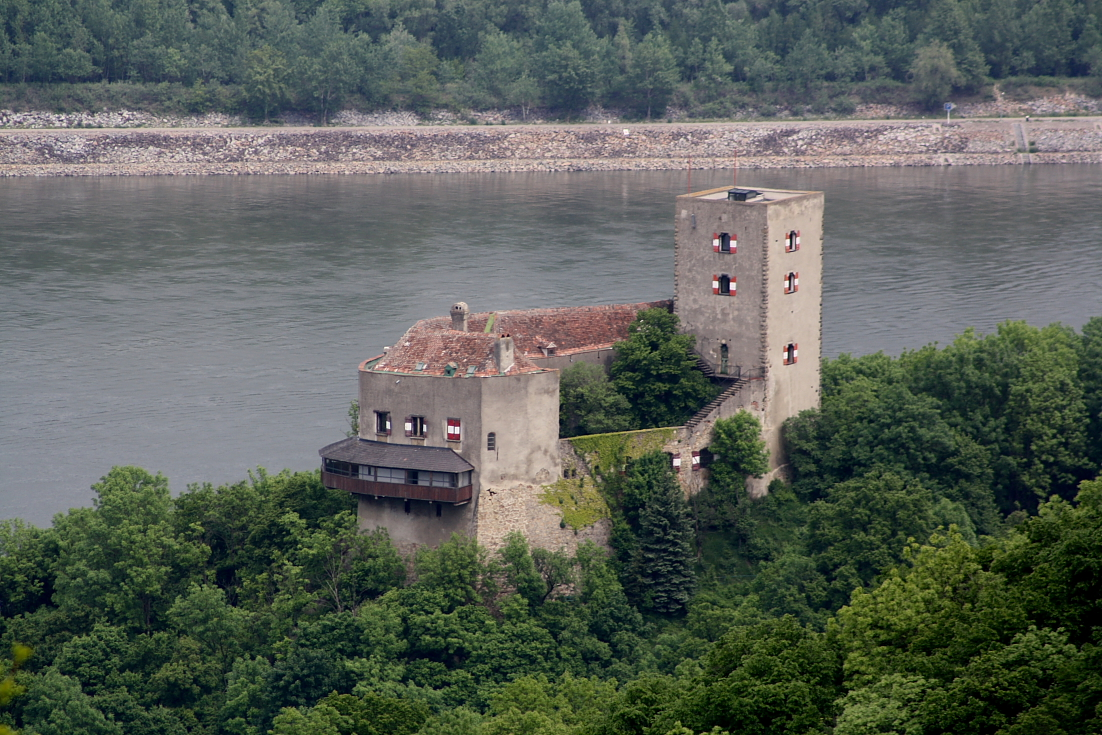
Ansicht der Burg von der Tempelbergwarte

Der mächtige quadratische Bergfried und der Kern des Palas stammen noch aus der hochmittelalterlichen Anlage des 12. Jahrhunderts. Bereits im 14. Jahrhundert wurde die Burgkapelle erwähnt.
In der Renaissancezeit wurde die mittelalterliche Anlage erweitert und unter anderem das Vorwerk auf halber Hanghöhe angelegt.
Ihr heutiges Aussehen geht auf die Renovierungen durch Johann I. von Liechtenstein zu Anfang des 19. Jahrhunderts zurück. Struktur und Charakter der hochmittelalterlichen Anlage blieben dabei erhalten. Greifenstein wurde durch die Neugestaltung zu einer „Ritterburg“ im Stil der Romantik nach den Mittelalter-Vorstellungen des 19. Jahrhunderts. Unter anderem wurde der Torbau mit Pechnase, eine Galerie und eine Aussichtsterrasse angelegt.
Die gotisch inspirierte Innenausstattung erfolgte um 1850 mit großteils aus Schloss Seebenstein stammenden Kunstobjekten und Waffen.
1931 veranlasste Maximilian Mautner, der damalige Besitzer der Burg, eine umfangreiche Renovierung, wobei er unter anderem zwei historisch imitierte Fenster – ein zweiteiliges gotisches und ein dreiteiliges romanisches – an der Außenwand einbauen ließ.

## Film
- Alte Burgen und ihre neuen Herren in Niederösterreich. Dokumentarfilm, Österreich, 2018, 24 Min., Buch und Regie: Barbara Baldauf, Kamera: Ossi Denkmayr, Helmut Muttenthaler, Produktion: ORF, Reihe: Erlebnis Österreich, Erstsendung: 6. Mai 2018 bei ORF 2, Inhaltsangabe des ORF, Youtube